# Peter Bauer Fahrzeugfabrik
Die Peter Bauer Fahrzeugfabrik war ein Hersteller von Fahrzeugaufbauten und Anhängern mit Sitz in Köln-Ehrenfeld, die bis 1996 bestand. Die Firma wurde 1872 als Huf- und Wagenschmiede von Peter Bauer gegründet. 
Zunächst wurden Kutschen, Handkarren und Wagenräder gefertigt. Der erste Fahrzeugaufbau wurde 1900 an den damals ebenfalls in Köln-Ehrenfeld beheimateten Automobilhersteller Horch ausgeliefert. Bald folgten Fahrzeuge zur Straßenreinigung und für die Müllabfuhr. Die Stadt Köln war dabei stets ein guter Kunde. Hauptschwerpunkt im Programm wurden dann bald LKW-Aufbauten und Anhänger. Auch Busaufbauten wurde hergestellt. Bei den Fahrgestellen entwickelte sich eine enge Zusammenarbeit mit Ford, die im benachbarten Köln-Niehl ihren Deutschlandsitz hat. 
Nach dem Zweiten Weltkrieg kam die Firma Bauer zu einer erneuten Blüte. Zahlreiche Spezialaufbauten nach Kundenwünschen waren ein Beweis für die Leistungsfähigkeit der Firma, wie zum Beispiel Möbelwagen, Spezialtankwagen, mobile Bankfilialen oder Sattelauflieger für Röntgenreihenuntersuchungen. Verschiedene militärische Sonderfahrzeuge wurden für die Bundeswehr, die US-Army und das belgische Heer hergestellt. Für Ford wurde vorübergehend auch der 17M als Cabrio gebaut. In den 1960er Jahren eröffnete Bauer ein weiteres Werk in Kerpen-Sindorf, um Spezialaufbauten für den Ford Transit in Serie herzustellen. 
In den 1970er und verstärkt in den 1980er Jahren gingen die Geschäfte zurück. Das Werk in Sindorf wurde 1984 an Ackermann-Fruehauf vermietet. 1986 musste dann Konkurs angemeldet werden. 1990 übernahm die Firma Zeppelin GmbH, Friedrichshafen, das angeschlagene Unternehmen, um vor allem im militärischen Bereich wieder Erfolge zu erzielen. 1993 wurde der Kölner Betrieb nach Sindorf verlagert. Aber das Ende war nicht aufzuhalten; 1996 wurde die Firma geschlossen.
In Köln-Ehrenfeld ist eine Straße nach Peter Bauer benannt. Sie ist eine Nebenstraße der Subbelrather Straße.